# Приступање дугу
Уговор о приступању дугу је начелно уговор између повериоца и трећег лица. Тим уговором се то лице обавезује према повериоцу да ће испунити његово потраживање од дужника, те на тај начин такође прихвата обавезу. Овим се уговором не мења садржина облигационог односа већ се он проширује и на новог дужника.

## Различити случаји
Постоје три случаја приступања дугу:
1. Конверзија уговора о преузимању дуга;
2. када треће лице закључи уговор са повериоцем да приступа постојећем дугу;
3. посебан случај преузимања дуга, приликом преузимања неке имовинске целине.

### Конверзија уговора о преузимању дуга
До конверзије долази када треће лице закључи уговор аа дужником о преузимању дуга, а преузималац је у тренутку давања пристанка повериоца презадужен. Сам поверилац то није знао нити је морао знати, а тада би уместо солидног дужника добио дужника који је презадужен. У том случају уговор о преузимању дуга се конвертује у уговор о приступању дугу. Тада уговор о преузимању дуга не производи правно дејство и трећи, презадужени, неће стати на место ранијег дужника већ ће стати уз дужника, односно приступити.

### Уговор с повериоцем о приступању дугу
Уговор о приступању дугу је уговор који закључују поверилац и треће лице, а тим уговором трећи се обавезује повериоцу да ће испунити његово потраживање од дужника. Правно дејство уговора огледа се у томе да треће лице ступа у обавезу поред дужника (солидарно је одговоран с дужником). Поверилац сада има два дужника, те се обавеза првобитног дужника није угасила.

### Посебан случај приступања дугу
Приступање дугу односи се само на дугове у вези с имовинском целином и ово лице одговара солидарно с дужником. У случају продаје неке имовинске целине или дела те целине, купац одговара за дугове који се односе на ту целину или њен део поред дотадашњег имаоца солидарно са њим, али само до вредности њене активе. Искључење, односно ограничење ове одговорности уговором, нема правно дејство према повериоцу.